# Dziewczyna z dobrego domu
Dziewczyna z dobrego domu – polska komedia z 1962 roku.

## Obsada aktorska
- Krystyna Stypułkowska - Joanna Kossakowska
- Władysław Krasnowiecki - profesor Kossakowski, ojciec Joanny
- Franciszka Denis-Słoniewska - profesorowa Kossakowska, matka Joanny
- Jerzy Przybylski - ksiądz kanonik, wuj Joanny
- Ignacy Gogolewski - Andrzej Wroński, narzeczony Joanny
- Tadeusz Janczar - Tadeusz Łokietek
- Elżbieta Czyżewska - Krystyna, dziewczyna Tadeusza
- Tadeusz Szaniecki - wodzirej balu
- i inni.

## Opis fabuły
Akcja filmu rozgrywa się w dniu sylwestrowym i porankiem noworocznym w Krakowie i okolicach. W żartobliwej formie reżyser pokazuje dwa światy - rodzin i statecznych rencistów z dobrych domów oraz młodzieży, prywatek, spontanicznych zabaw sylwestrowych. Rodzice Joanny Kossakowskiej przygotowują zaręczyny córki w Domu Pracy Twórczej pod Krakowem. Narzeczony Andrzej Wroński (inżynier z Katowic) ma przybyć z jednej strony, a przyszła narzeczona z przeciwnej. Do spotkania na rozstaju dróg jednak nie dochodzi, gdyż Joanna postanawia wrócić do Krakowa, w czym pomaga jej kolega inżyniera Tadeusz Łokietek, który zabiera ją na jedną z zabaw sylwestrowych. Inżynier rozpoczyna poszukiwania dziewczyny, ale robi to bez specjalnego przekonania.